# Point Clear (Alabama)
Point Clear – jednostka osadnicza w Stanach Zjednoczonych, w stanie Alabama, w hrabstwie Baldwin. Według danych na rok 2020 miejscowość zamieszkiwało 2076 osób, a gęstość zaludnienia wyniosła 174,54 os./km².

## Geografia
Point Clear ma łączną powierzchnię 11,99 km², w tym 11,89 km² stanowi ląd, a 0,1 km² stanowią wody. Miejscowość jest położona 3  m n.p.m..

### Klimat
Średnia temperatura wynosi 19 °C. Najcieplejszym miesiącem jest czerwiec (25 °C), a najzimniejszym miesiącem jest styczeń (10 °C). Średnie opady wynoszą 1917 milimetrów rocznie. Najbardziej wilgotnym miesiącem jest luty (251 milimetrów opadów), a najbardziej suchym miesiącem jest październik (60 milimetrów opadów).

## Demografia

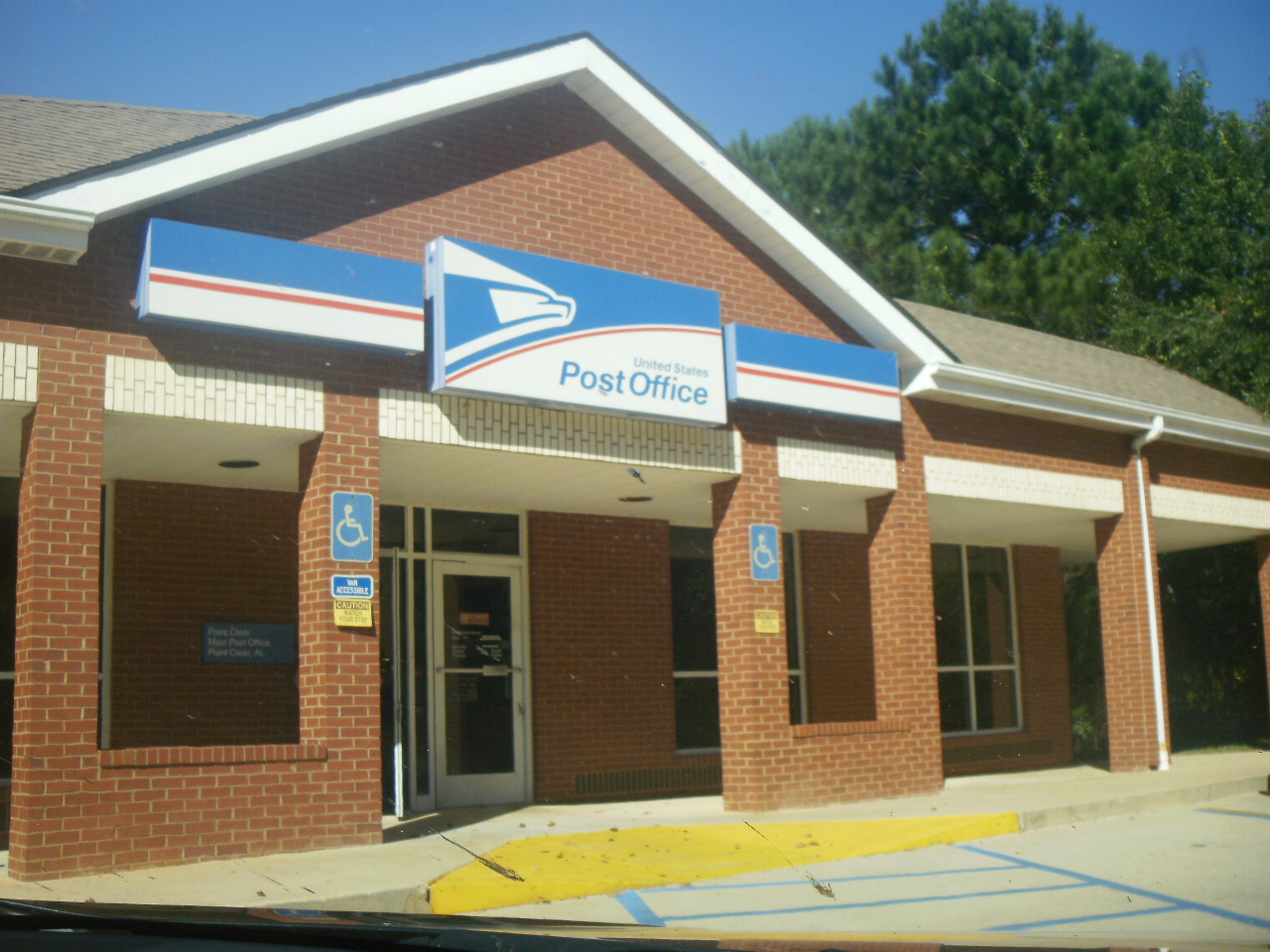
Urząd pocztowy w Point Clear

### Spis powszechny z 2000 roku
W 2000 roku Point Clear zamieszkiwało 1876 osób, a gęstość zaludnienia wyniosła 156,46 os./km². Miasto liczyło wówczas 741 gospodarstw domowych, w których mieszkało 546 rodzin. Większość mieszkańców (56,13%) stanowili biali, natomiast 42,7% mieszkańców stanowili przedstawiciele rasy czarnej. Pozostałe 1,17% mieszkańców stanowili Azjaci (0,16%), Latynosi (0,59%), przedstawiciele rdzennej ludności (0,16%) oraz pozostałe 0,26% inne rasy człowieka.

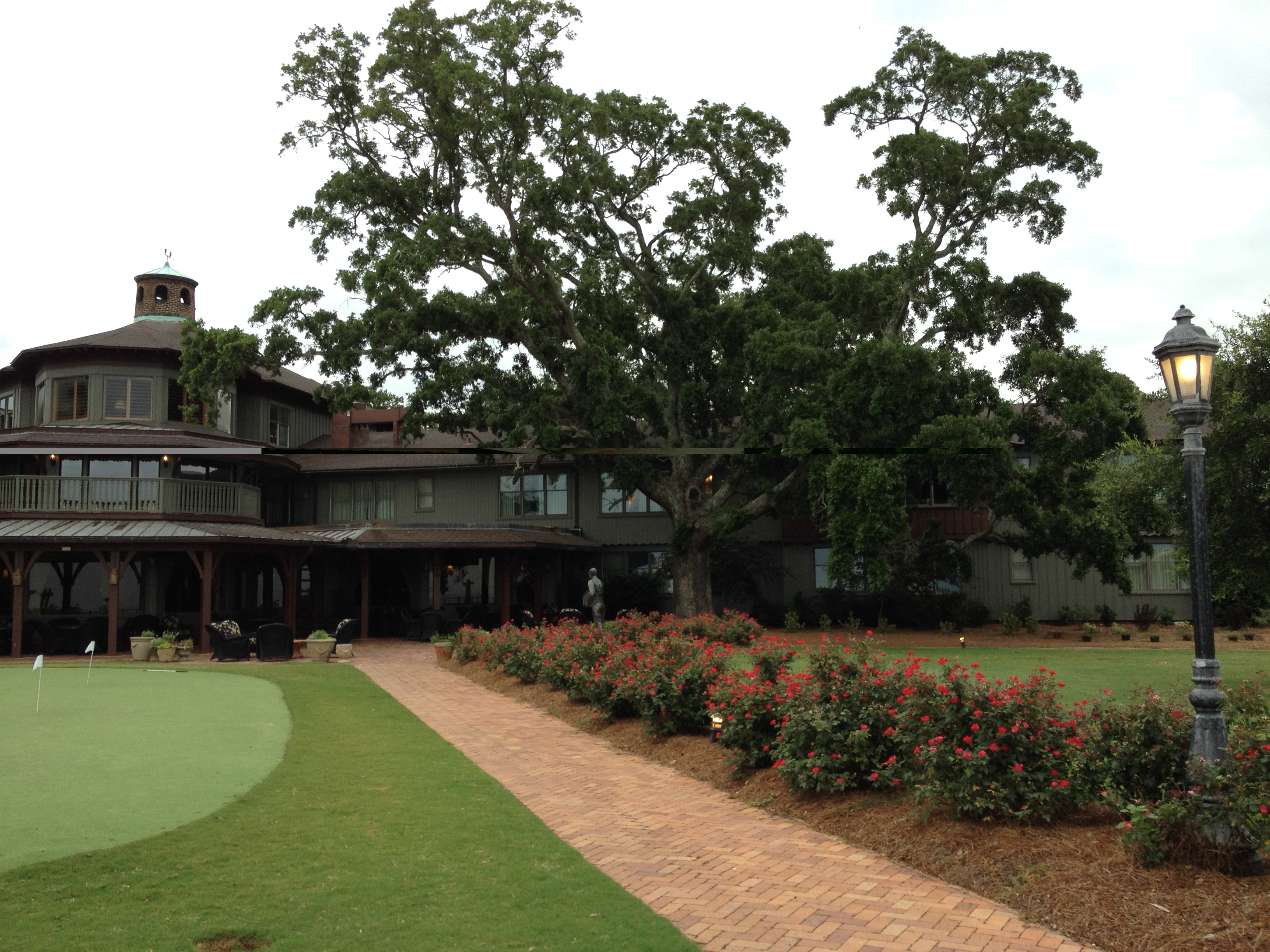
Hotel Grand w Point Clear

### Spis powszechny z 2020 roku
Według danych na rok 2020 Point Clear liczyło 1162 gospodarstwa domowe, w których mieszkały 892 rodziny. Większość mieszkańców (65,32%) stanowili biali, natomiast 29,24% mieszkańców stanowili przedstawiciele rasy czarnej. Pozostałe 5,44% mieszkańców stanowili Azjaci (0,34%), Latynosi (2,26%) oraz 2,84% pozostałe rasy człowieka. Średni wiek wszystkich mieszkańców wynosił ok. 59 lat, natomiast 35,1% wszystkich mieszkańców stanowiły osoby powyżej 65. roku życia.
Historyczna populacja:
| Rok        | 1880 | 1980   | 1990   | 2000   | 2010   | 2020  |
| ---------- | ---- | ------ | ------ | ------ | ------ | ----- |
| Ludność    | 49   | 1812   | 2125   | 1876   | 2125   | 2076  |
| Zmiana w % |      | +3600% | +17,3% | –11,7% | +13,3% | –2,3% |